# ایلیر متا
ایلیر متا (انگلیسی: Ilir Meta؛ زادهٔ ۲۴ مارس ۱۹۶۹) سیاست‌مدار و دیپلمات اهل آلبانی و از ۲۴ ژوئیه ۲۰۱۷ به عنوان هفتمین رئیس جمهور آلبانی فعالیت می‌کند. او یک مسلمان سنی می باشد.